# Chris Henderson (muzyk)
Chris Henderson, właśc. Christopher Lee Henderson (ur. 30 kwietnia 1971) – amerykański gitarzysta grupy 3 Doors Down, najpóźniej dołączył do zespołu. Podobno Todd, Brad i Matt umieścili ogłoszenie w lokalnej prasie, w którym informowali, że poszukują gitarzysty i dzięki niemu do grupy miał dołączyć Chris.